# شميل (وشحة)

تعديل مصدري - تعديل

شميل هي إحدى قرى عزلة ضاعن بمديرية وشحة التابعة لمحافظة حجة، بلغ تعداد سكانها 402 نسمة حسب تعداد اليمن لعام 2004.